# Condado de Pest
El condado de Pest ([ˈpɛʃt]) es un condado de la zona central de Hungría. Posee una superficie de 6.394 km², y una población de 1 077 300 personas (2003). La ciudad de Budapest se encuentra rodeada por el condado de Pest. Limita con Eslovaquia y los condados húngaros de Nógrád, Heves, Jász-Nagykun-Szolnok, Bács-Kiskun, Fejér y Komárom-Esztergom. El río Danubio atraviesa el condado. La capital del condado de Pest es Budapest, que no forma parte del territorio condal pese a estar enclavada en el mismo.

## Division administrativa
Se divide en dieciocho distritos:
- Distrito de Aszód
- Distrito de Budakeszi
- Distrito de Cegléd
- Distrito de Dabas
- Distrito de Dunakeszi
- Distrito de Érd
- Distrito de Gödöllő
- Distrito de Gyál
- Distrito de Monor
- Distrito de Nagykáta
- Distrito de Nagykőrös
- Distrito de Pilisvörösvár
- Distrito de Ráckeve
- Distrito de Szentendre
- Distrito de Szigetszentmiklós
- Distrito de Szob
- Distrito de Vác
- Distrito de Vecsés

## Estructura regional

### Poblaciones
- Albertirsa
- Aszód
- Abony
- Biatorbágy
- Budakeszi
- Budaörs
- Cegléd
- Dabas
- Dunavarsány
- Dunaharaszti
- Dunakeszi
- Fót
- Göd
- Gödöllő
- Gyál
- Gyömrő
- Kistarcsa
- Maglód
- Monor
- Nagykáta
- Nagykőrös
- Nagymaros
- Ócsa
- Örkény
- Pécel
- Pilis
- Pilisvörösvár
- Pomáz
- Ráckeve
- Százhalombatta
- Szentendre
- Szigethalom
- Szigetszentmiklós
- Szob
- Tököl
- Törökbálint
- Tura
- Üllő
- Vác
- Vecsés
- Veresegyház
- Visegrád

### Ciudades
- Abony
- Albertirsa
- Aszód
- Biatorbágy
- Budakalász
- Budakeszi
- Dabas
- Dunaharaszti
- Dunavarsány
- Érd†
- Fót
- Göd
- Gyál
- Gyömrő
- Halásztelek
- Isaszeg
- Kistarcsa
- Maglód
- Monor
- Nagykáta
- Nagymaros
- Ócsa
- Örkény
- Pécel
- Pilis
- Pilisvörösvár
- Pomáz
- Ráckeve
- Százhalombatta
- Szentendre
- Szigethalom
- Szob
- Tápiószele
- Tököl
- Törökbálint
- Tura
- Üllő
- Vecsés
- Veresegyház
- Visegrád
- Zsámbék

____
- (†) Ciudad con derechos de condado desde 2006.

### Villas
| - Acsa - Alsónémedi - Apaj - Áporka - Bag - Bénye - Bernecebaráti - Budajenő - Budakalász - Bugyi - Ceglédbercel - Csemő - Csévharaszt - Csobánka - Csomád - Csömör - Csörög - Csővár - Dánszentmiklós - Dány - Délegyháza | - Diósd - Domony - Dömsöd - Dunabogdány - Ecser - Erdőkertes - Farmos - Felsőpakony - Galgagyörk - Galgahévíz - Galgamácsa - Gomba - Halásztelek - Herceghalom - Hernád - Hévízgyörk - Iklad - Inárcs - Ipolydamásd - Ipolytölgyes - Isaszeg | - Jászkarajenő - Kakucs - Kartal - Káva - Kemence - Kerepes - Kiskunlacháza - Kismaros - Kisnémedi - Kisoroszi - Kocsér - Kóka - Kőröstetétlen - Kosd - Kóspallag - Leányfalu - Letkés - Lórév - Majosháza - Makád - Márianosztra | - Mende - Mikebuda - Mogyoród - Monorierdő - Nagybörzsöny - Nagykovácsi - Nagytarcsa - Nyáregyháza - Nyársapát - Őrbottyán - Pánd - Páty - Penc - Perbál - Perőcsény - Péteri - Pilisborosjenő - Piliscsaba - Pilisjászfalu - Pilisszántó - Pilisszentiván | - Pilisszentkereszt - Pilisszentlászló - Pócsmegyer - Püspökhatvan - Püspökszilágy - Pusztavacs - Pusztazámor - Rád - Remeteszőlős - Solymár - Sóskút - Sülysáp - Szada - Szentlőrinckáta - Szentmártonkáta - Szigetbecse - Szigetcsép - Szigetmonostor - Szigetszentmárton - Szigetújfalu | - Sződ - Sződliget - Szokolya - Táborfalva - Tahitótfalu - Taksony - Tápióbicske - Tápiógyörgye - Tápióság - Tápiószecső - Tápiószele - Tápiószentmárton - Tápiószőlős - Tárnok - Tatárszentgyörgy - Telki - Tésa - Tinnye - Tóalmás - Tök | - Törtel - Üröm - Újhartyán - Újlengyel - Újszilvás - Úri - Vácduka - Vácegres - Váchartyán - Váckisújfalu - Vácrátót - Vácszentlászló - Valkó - Vámosmikola - Vasad - Verőce - Verseg - Zebegény - Zsámbék - Zsámbok |

## Galería

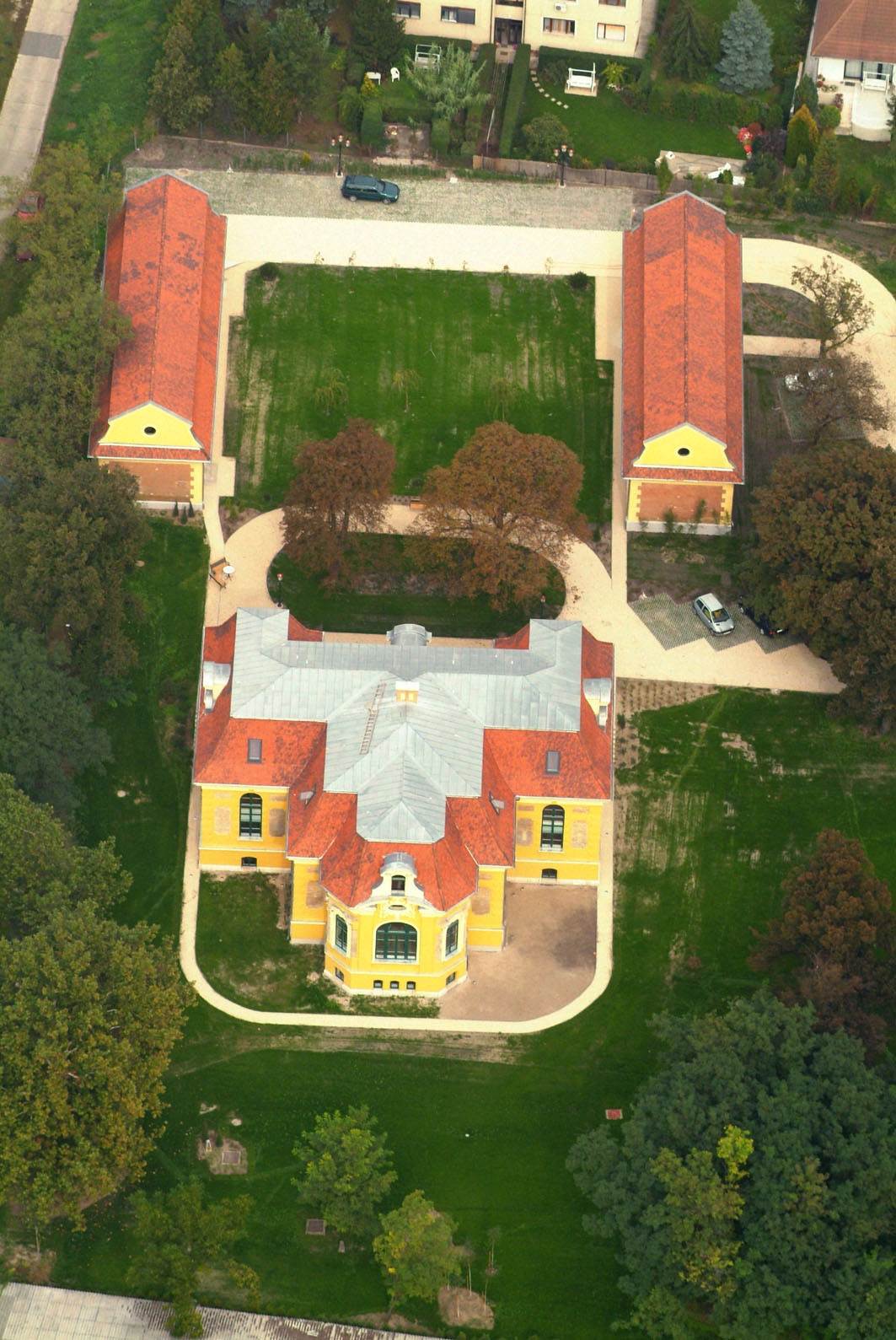
Palacio Halásztelek
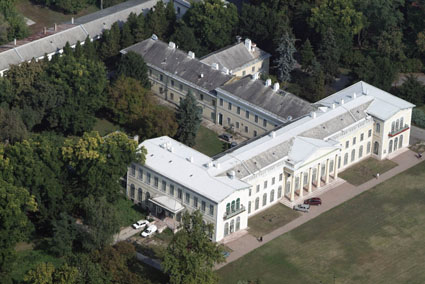
Palacio Fót
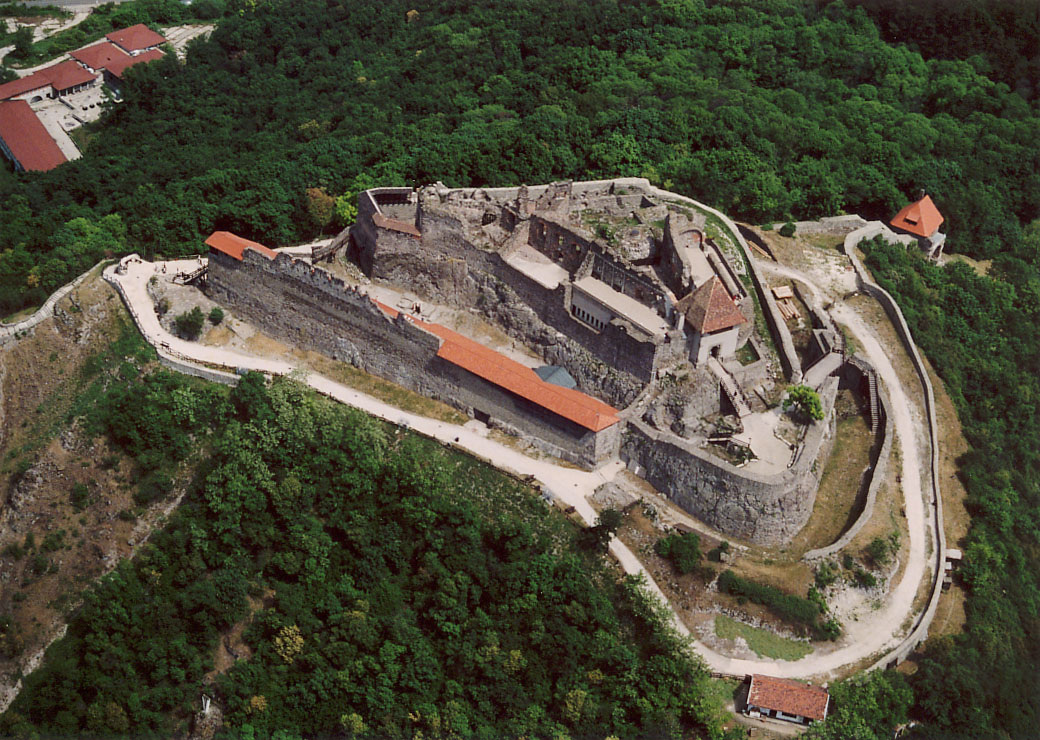
Castillo superior de Visegrád
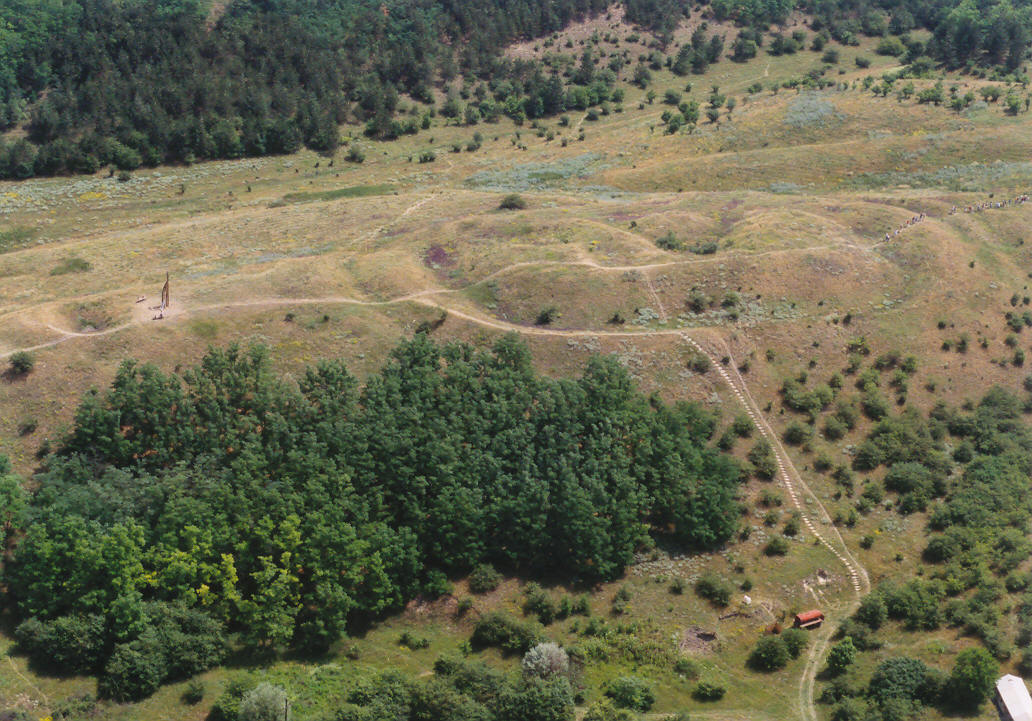
Galgahévíz - Szentandráspart
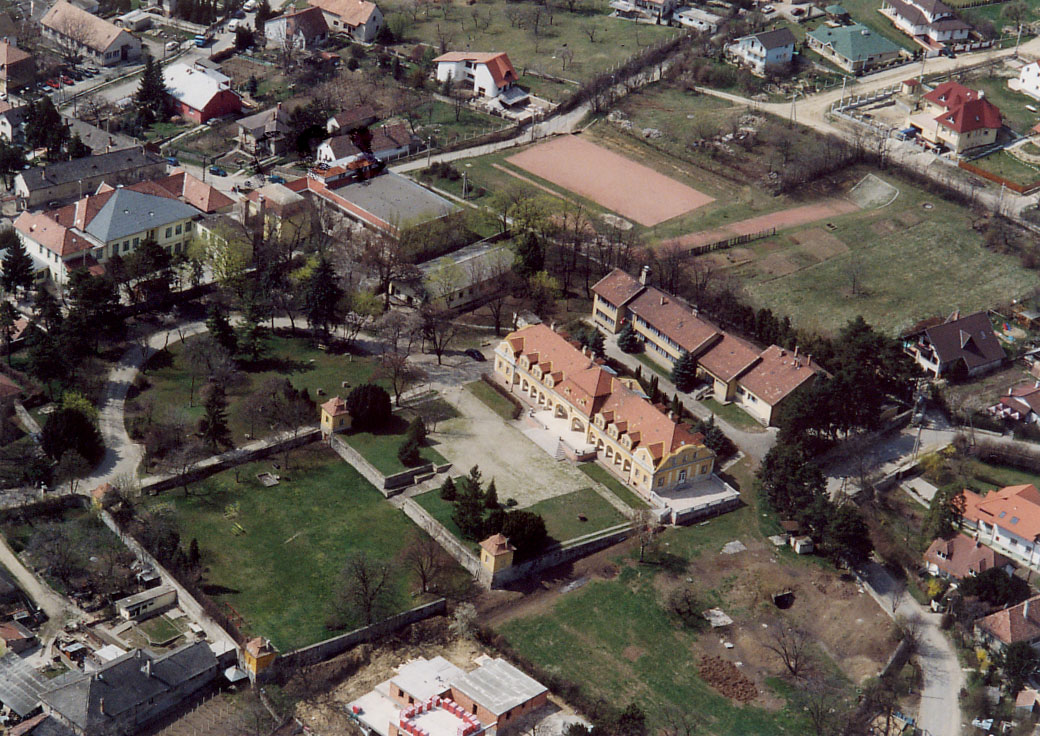
Palacio de Pomáz
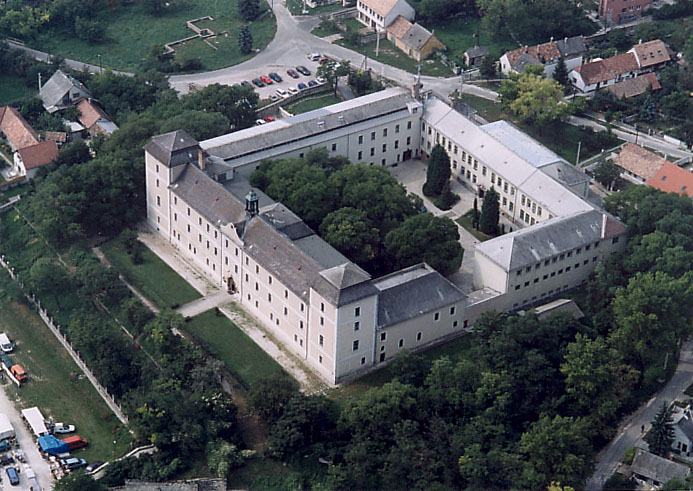
Palacio de Zsámbék
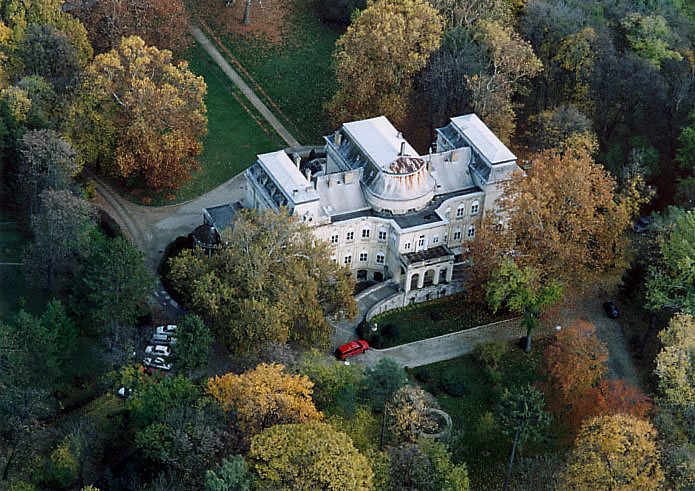
Palacio de Tóalmás
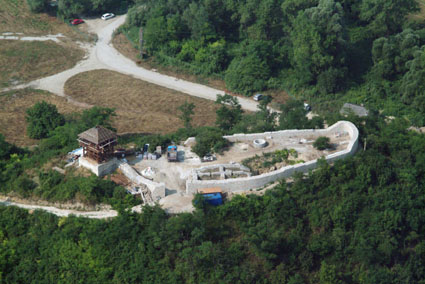
Castillo de Solymár
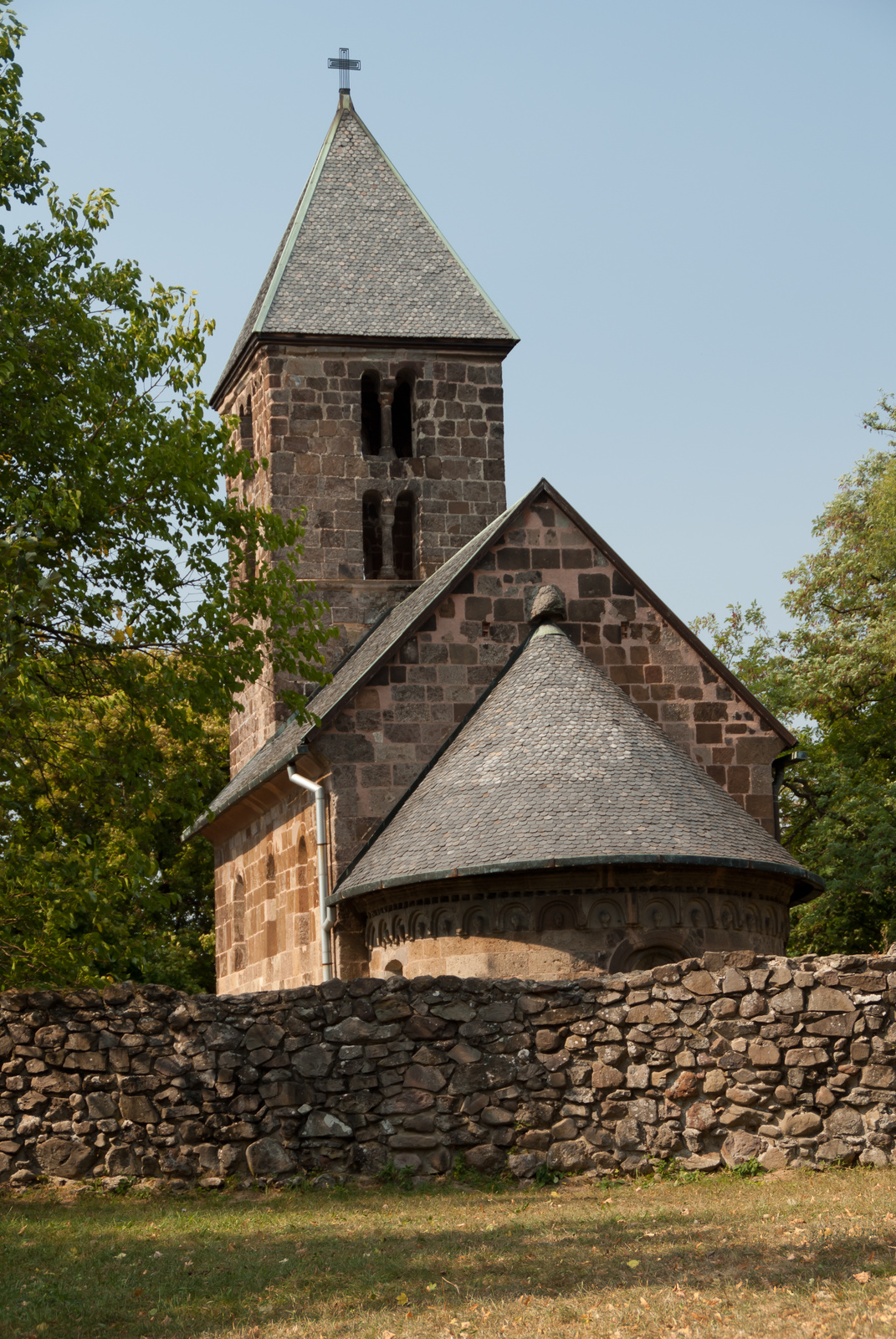
Iglesia de San Esteban